# فتح أباد (اسماعيلي كرمان)
فتح أباد (بالفارسية: فتح‌آباد) هي قرية تقع في إيران في منطقة إسماعيلي. يقدر عدد سكانها بـ 187 نسمة بحسب إحصاء 2016.